# Johannes Marescot
Johannes Marescot, né le 4 avril 1994 à Caen est un joueur de handball français évoluant au poste de pivot au Saint-Raphaël Var Handball.

## Biographie
Johannes Marescot commence à jouer au handball à Lucq-de-Béarn puis à Orthez avant d'intégrer le pôle espoir de Talence. Il rejoint en 2011 le centre de formation de Chambéry, qui évolue en N1. Dès 2011, il connaît ses premières convocations en Ligue des Champions avec l'équipe première du club et remporte le Trophée des champions en 2013.
En 2014, il signe son premier contrat professionnel avec Chambéry pour trois saisons avant d'être prêté un an à Valence pour s'aguerrir en Pro D2, barré dans l'effectif chambérien par Bertrand Gille et Grégoire Detrez. L'été suivant, avec ses coéquipiers de Chambéry Queido Traoré et Alexandre Tritta, il remporte le Championnat du monde 2015 avec l'Équipe de France junior.
Il dispute une demi-finale de Coupe EHF en 2016, devenant la saison suivante un élément essentiel de l'équipe alors entraînée par Ivica Obrvan. Il remporte la Coupe de France en 2019, la première dans l'histoire du club, et il est nommé dans la catégorie meilleur pivot aux Trophées LNH 2019.
En décembre 2019, il s'engage pour deux saisons avec Saint-Raphaël.

## Palmarès

### En club
Compétitions nationales
- Vainqueur du Trophée des champions (1) : 2013
- Vainqueur de la Coupe de France (1) : 2019

Compétitions internationales
- Coupe EHF
  - Demi-finaliste en 2016

### En équipe nationale
Équipe de France junior
- Médaille d'or au Championnat du monde junior 2015